# 麥金堤太太之死
《麥金堤太太之死》（英語：Mrs McGinty's Dead）是英國作家阿嘉莎·克莉絲蒂所著的推理小說，1952年2月在美國出版，同年3月3日在英國出版。

## 情節簡介
基爾切斯特警局的刑事主任史彭斯先生造訪比利時偵探赫丘勒·白羅的公寓，向白羅講述了清潔女工麥金堤太太遇害的命案，並認為警方認定的嫌犯詹姆斯·本特利可能並非真兇。白羅前往命案發生地布羅欣尼村，住在薩默海夫妻開設的小旅舍，展開了調查，逐一走訪麥金堤太太生前工作過的人家。很快他發現麥金堤太太的死是跟多年前四起不同謀殺案四名涉案女性（伊娃·凱恩、賈妮斯·斯考蘭、莉莉·甘博爾和維拉·布雷克）的其中之一有關——麥金堤太太生前讀過敘述這四起謀殺案的報紙，並認出了其中一人，她可能因此遭到滅口。
白羅伺機將這四張照片拿給嫌疑犯們（麥金堤太太生前的雇主們）看，其中厄普沃太太聲稱她曾經在某處看過同樣的相片。不久後，厄普沃太太便在家中被人勒死。當白羅找出了重要線索後，便招集涉案人物，當眾揭示兩起命案的真凶是羅賓·厄普沃。羅賓實際上並非厄普沃太太的親生兒子，而是伊娃·凱恩的兒子，因向厄普沃太太謊報經歷才被其收養，當麥金堤太太無意中見到羅賓所保存的生母伊娃·凱恩的相片後，羅賓生怕秘密洩露，便將麥金堤太太殺死。後來由於厄普沃太太對此也開始有所懷疑，羅賓亦伺機將其勒死，這樣一來可獲得養母留下的財產。

## 人物
- 赫丘勒·白羅
- 阿蕊登·奧利薇夫人
- 史彭斯，基爾切斯特警局的刑事主任。此前曾在《順水推舟（英语：Taken at the Flood）》一案中和白羅聯手破案[2]。
- 詹姆斯·本特利，麥金堤太太的房客，被警方逮捕的命案嫌犯
- 瑪蒂·威廉斯，曾是詹姆斯·本特利的同事
- 約翰·薩默海
- 莫琳·薩默海太太
- 羅賓·厄普沃，劇作家
- 勞拉·厄普沃太太
- 倫德爾醫生
- 希拉·倫德爾
- 韋瑟比先生
- 韋瑟比太太
- 迪得麗·韓德瑟
- 蓋伊·卡彭特
- 伊芙·卡彭特
- 斯威蒂曼太太，布羅欣尼村郵局局長

## 改編作品
1964年，被米高梅改編為電影《艷屍奇案》。該片裡瑪波小姐替代了原作裡白羅的戲份，她是法庭十二名陪審員之一，唯一相信嫌犯詹姆斯·本特利無罪，於是法官給瑪波小姐七天時間來找出真兇。
2007年，被改編為ITV電視劇《大偵探白羅》第十一季的第一集。